# Cleópatra, a alquimista

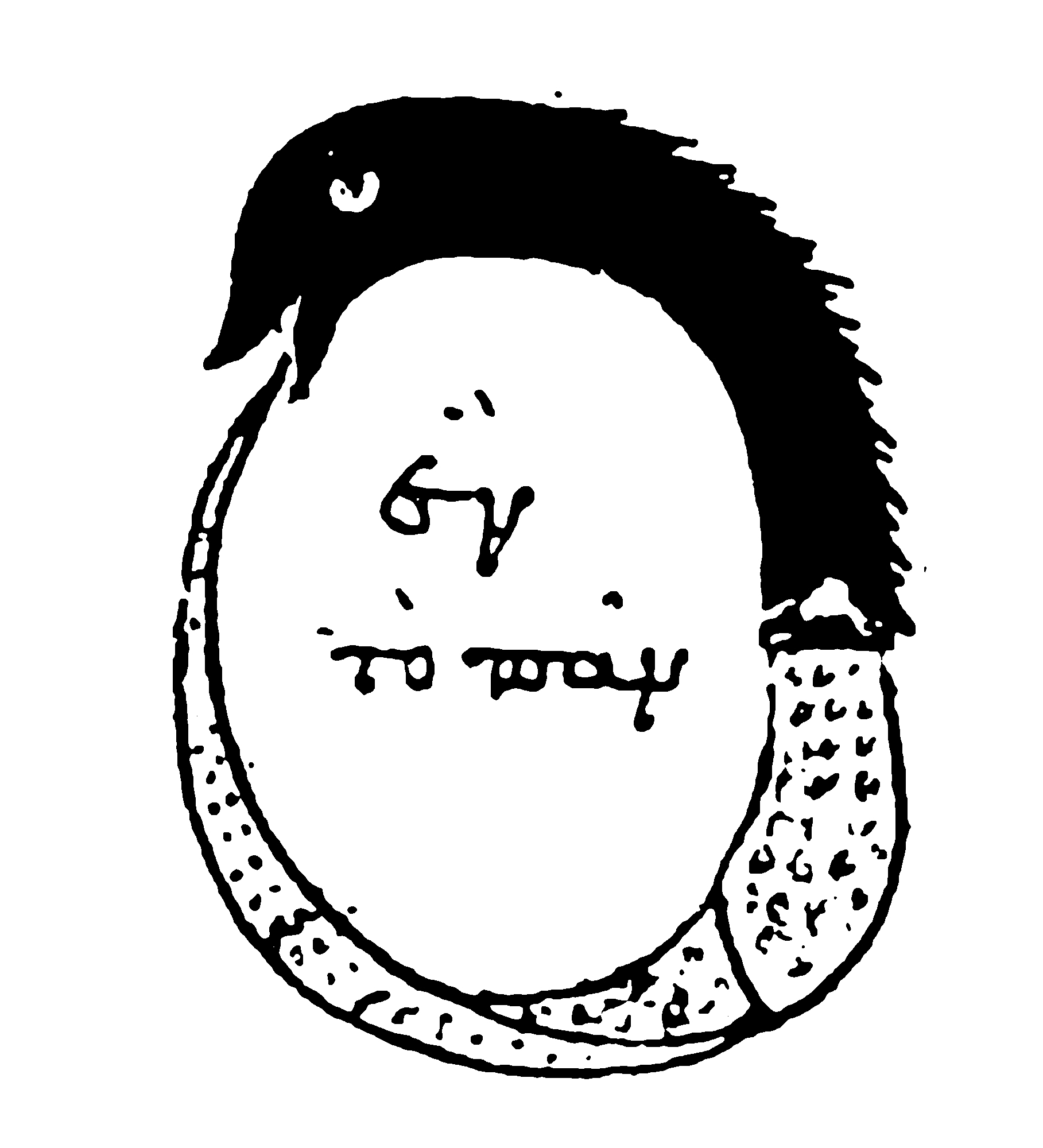
Ouroboros Ilustração com as palavras ἕν τὸ πᾶν, hen to pān ("O Um é o Todo"). da Chrysopoeia de Cleópatra

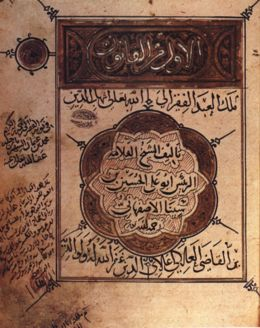
Cleópatra é mencionada com grande respeito na enciclopédia árabe Kitab al-Fihrist (de autoria de Ibne Nadim) de 988.

Cleópatra, a alquimista, era uma escritora do Egito romano, que provavelmente viveu durante o século III, era uma alquimista, autora e filósofa Greco-Egípcia. Ela experimentou alquimia prática, mas também é creditada como uma das quatro alquimistas femininas que poderiam produzir a Pedra Filosofal. Ela é considerada a inventora do Alambique , uma das primeiras ferramentas para a química analítica.

## Biografia
As datas de seu nascimento e morte são desconhecidas, mas ela é situada como vivendo em Alexandria entre os sécs. século III e IV e associada à escola de alquimia tipificada por Maria, a Judia e Comarius. Seu nome real também é desconhecido, Cleópatra era seu pseudônimo.
Ela não é a mesma pessoa que Cleópatra VII, rainha do Egito, embora em algumas obras posteriores ela é referida como sendo a própria Cleópatra: Rainha do Egito. Este é o caso, por exemplo, em "Basillica Philosophica" de Johann Daniel Mylius (1618), onde sua imagem é retratada junto com o lema: "O divino é escondido do povo pela sabedoria do Senhor".  Além disso, Cleópatra costumava ser usada como um personagem nos diálogos de textos alquímicos. Ela também é confundida com Cleopatra, o médico . Os dois viveram supostamente durante o mesmo período e dizem que têm estilos semelhantes em suas composições, ambos com imagens grandiosas. Cleópatra é usada como um personagem dentro do diálogo dos próprios textos alquímicos.

## Contribuições para a alquimia
Cleópatra foi uma das figuras fundadoras da alquimia, precedendo Zósimo de Panópolis. Michael Maier a menciona como uma das quatro mulheres que sabiam como obter a Pedra Filosofal, junto com Maria, a Judia, Medera e Taphnutia. Cleópatra é mencionada com grande respeito na enciclopédia árabe Kitab al-Fihrist (de autoria de Ibne Nadim) de 988. Ela é reconhecida principalmente, por alguns autores que a ela atribuem invenção do alambique. Também tentando quantificar a alquimia e seus experimentos, Cleópatra trabalhou com pesos e medidas.
Três textos alquímicos relacionados a Cleópatra sobrevivem. O texto intitulado Um Diálogo de Cleópatra e os Filósofos existe, mas não pode ser atribuído a ela. Jack Lindsay chama esse discurso de "o mais imaginativo e profundamente sentido documento deixado pelo alquimista".
- Ἐκ τῶν Κλεοπάτρας περὶ μέτρων καὶ σταθμῶν. ("Pesos e Medidas")
- Χρυσοποιία Κλεοπάτρας ("Fabricação de ouro de Cleópatra")
- Διάλογος φιλοσόφων καὶ Κλεοπάτρας ("Um Diálogo dos Filósofos e Cleópatra")

O uso de imagens de Cleópatra reflete a concepção e o nascimento, a renovação e a transformação da vida. O filósofo alquimista que contempla seu trabalho é comparado a uma mãe amorosa que pensa em seu filho e o alimenta.

## Chrysopoeia
Cleópatra é mais conhecida por seu manuscrito Chrysopoeia (fabricação de ouro), (em grego : Χρυσοποιία Κλεοπάτρας ), uma única folha de papiro que contém muitos emblemas, símbolos, desenhos, legendas (todos os quais são ilustrados abaixo). Estes emblemas foram e usados e desenvolvidos posteriormente pelas filosofias gnósticas e herméticas. Por exemplo, neste trabalho, pela primeira vez, o uroboros (serpente que engole sua própria cauda), símbolo do ciclo eterno; além da estrela de oito pontas. O trabalho também contém várias descrições e desenhos dos processos técnicos do forno de fundição ou destilação. Uma cópia da sua Chrysopoeia pode ser encontrada na Universidade de Leiden, localizada na Holanda.
Um exemplo das imagens é a serpente comendo sua própria cauda como um símbolo do eterno retorno , chamado de Ouroboros : uma cobra curvada com sua cauda na boca (comendo a si mesma) é um emblema óbvio da unidade do cosmos, da eternidade. , onde o começo é o fim e o fim é o começo ". Também na Chrysopeoia há uma inscrição em um anel duplo descrevendo o Ouroboros :
Uma é a Serpente que tem seu veneno de acordo com duas composições, e Uma é Tudo e, por meio dela, é Tudo, e por isso é Tudo, e se você não tem Tudo, Tudo é Nada.
Dentro do anel de inscrição também são símbolos de ouro, prata e mercúrio. Junto com aqueles são desenhos de um "dibikos" ( grego : διβικός ) e um instrumento semelhante a um kerotakis ( grego : κηροτακίς ou κυροτακίς), ambos aparelhos alquímicos. Outro de seus símbolos é a estrela de oito bandas. Acredita-se que o desenho desses símbolos estelares e as formas crescentes acima deles são uma representação pictórica de transformar chumbo em prata.
Imagens da Chrysopeoia de Cleópatra